# Godehard Josef Ebers
Godehard Josef Ebers (* 22. September 1880 in Salzwedel; † 18. Mai 1958 in Innsbruck-Igls) war ein deutsch-österreichischer Rechtswissenschaftler, Universitätsprofessor und Verfassungsrichter. Ebers war von 1920 bis 1933 Professor für öffentliches Recht und Staatslehre sowie im Studienjahr 1932/33 Rektor an der Universität zu Köln. Von Juni 1946 bis Ende 1950 war Ebers Mitglied des österreichischen Verfassungsgerichtshofs.

## Ausbildung
Godehard Josef Ebers wurde am 22. September 1880 als Spross einer ursprünglich aus Hildesheim stammenden Goldschmiedfamilie in Salzwedel in der sächsischen Altmark geboren. 1883 zog er mit seiner Familie nach Breslau, wo seinem Vater eine Stelle als Diözesan- und Dombaumeister angeboten worden war und wuchs in der Folge auch in dieser Stadt auf. Er besuchte ein katholisches Gymnasium und legte 1901 die Reifeprüfung ab, woraufhin er das Studium der Theologie an der Universität Breslau begann. Während seines Studiums wurde er 1901 Mitglied der KDStV Winfridia Breslau im CV. Später wurde er noch Mitglied acht weiterer CV-Verbindungen, unter anderem bei der AV Austria Innsbruck und der VKDSt Saxonia Münster.   Nach der ersten philosophisch-theologischen Prüfung wechselte Ebers aber 1903 das Studienfach und nahm das Studium der Rechtswissenschaften auf. Auf eine Preisaufgabe der Universität zum Thema „Das Devolutionsrecht nach katholischem und evangelischem Kirchenrecht“ hin arbeitete Ebers bereits am Ende seines zweiten Studiensemesters eine wissenschaftliche Arbeit aus, die den entsprechenden Preis gewinnen konnte und zur Grundlage seiner späteren Dissertation wurde. Er schloss das Referendarexamen ab und wurde schließlich 1906 an der Universität Breslau zum Doktor der Rechte promoviert.
Nach dem Absolvieren des Gerichtsjahrs beschäftigte sich Ebers in weiterer Folge unter Anleitung des Universitätsprofessors Siegfried Brie mit der Ausarbeitung einer Habilitationsschrift zum Thema „Die Lehre vom Staatenbund“. Mit seiner Habilitation im Jahr 1908 erlangte er die Lehrbefugnis für Kirchen-, Staats- und Völkerrecht an der Universität Breslau.

## Beruflicher Werdegang
Seine erste außerordentliche Professur trat Godehard Josef Ebers im Jahr 1910 an der Westfälischen Wilhelms-Universität in Münster an. Dort mussten statutengemäß an der juristischen Fakultät stets zwei Professoren, nämlich ein protestantischer und ein katholischer, das Kirchenrecht lehren. Ebers wurde so schon nach nur zwei Jahren als Dozent an der Universität Breslau außerordentlicher Professor für (katholisches) Kirchenrecht an der Universität in Münster. Während des Ersten Weltkriegs übernahm Godehard Josef Ebers zudem auch die Lehrtätigkeit für Staatsrecht für einen zum Kriegseinsatz eingezogenen Kollegen.
Mit der Umwandlung des Deutschen Reichs in eine Republik kamen Pläne wieder auf, die Universität zu Köln, die 1798 von den Franzosen aufgelöst worden war, wieder aufleben zu lassen. Schon im Herbst 1918 wurde Godehard Josef Ebers vom Kölner Direktor der Hochschule für kommunale und soziale Verwaltung, Fritz Stier-Somlo, gefragt, ob er bereit wäre, eine Professur an der neu zu gründenden Universität anzunehmen. So wurde Ebers bei der Gründung der rechtswissenschaftlichen Fakultät am 9. Januar 1920 als ordentlicher Universitätsprofessor für öffentliches Recht und Staatslehre auf einen der ursprünglich fünf Lehrstühle berufen. Im Sommersemester 1920 nahm die rechtswissenschaftliche Fakultät ihren Lehrbetrieb auf.
Godehard Josef Ebers gründete in den Folgejahren das Institut für Kirchenrecht und rheinische Kirchengeschichte sowie gemeinsam mit Hans Kelsen das Institut für Völkerrecht an der rechtswissenschaftlichen Fakultät der Universität Köln. Von Kelsen unterschied ihn insbesondere dessen rechtspositivistische Denkweise, während Ebers selbst ein Vertreter der Naturrechtslehre war. Zu den von ihm als Doktorvater betreuten Doktoranden in dieser Zeit gehörte der Kaplan und spätere Kirchenrechtshistoriker Franz Gescher (1884–1945), der im Februar 1923 in Köln mit einer Dissertation zum Thema Geschichte und Recht der kölnischen Diözesansynoden zum Doctor iuris utriusque promoviert wurde (auch die im Fach Kirchenrecht, kirchliche Rechtsgeschichte und deutsche Rechtsgeschichte erfolgte Habilitationsschrift Geschers begutachtete Ebers).
In den Jahren 1922/23 und 1923/24 wurde Godehard Josef Ebers jeweils zum Dekan der Rechtswissenschaftlichen Fakultät gewählt, für das Studienjahr 1932/33 zum Rektor der Universität zu Köln. Zu Ostern 1933 wurde er jedoch im Zuge der Gleichschaltung wie alle preußischen Rektoren zum Rücktritt gezwungen. Seine Professur durfte Ebers, der bis 1933 Mitglied der katholischen Zentrumspartei war, zunächst behalten, verlor aber auch diese am 30. September 1935 mit der Enthebung und Zwangs-Emeritierung infolge seiner Weigerung zur Kooperation mit den Nationalsozialisten.
Im Frühjahr 1936 erhielt Godehard Josef Ebers einen Ruf auf den Lehrstuhl für Kirchenrecht an der zu diesem Zeitpunkt noch österreichischen Universität Innsbruck. Diesen Ruf nahm Ebers an und zog mit seiner Familie nach Innsbruck-Igls, um ab dem Wintersemester 1936 Kirchenrecht und auch öffentliches Recht zu lehren. Mit seiner am 30. September 1936 erfolgten Ernennung zum ordentlichen Universitätsprofessor wurde Ebers auch österreichischer Staatsbürger. Bereits kurz nach dem Anschluss Österreichs an das Deutsche Reich und der Machtübernahme durch die Nationalsozialisten auch in Österreich wurde Ebers erneut vorläufig aus dem Lehramt entlassen und bis zum 1. Mai 1938 in „Schutzhaft“ genommen. Zum 1. Juli wurde er in weiterer Folge in den dauernden Ruhestand versetzt, mit 1. April 1939 wurden seine Pensionsansprüche „unter Ausschluß des Rechtsweges“ komplett gestrichen. Erst ein Jahr später wurde ihm seine Pension nach Kürzung um ein Viertel wieder gewährt.
Nach der ebenfalls von den Nationalsozialisten angeordneten Auflösung der theologischen Fakultät der Universität Innsbruck übernahm Godehard Josef Ebers die kirchenrechtlichen Vorlesungen am neuerrichteten Priesterseminar in Matrei am Brenner. Als ihn das Arbeitsamt im letzten Kriegswinter zu Vorlesungen über (nationalsozialistisches) Staatsrecht an der Universität Innsbruck verpflichten wollte, kam ihm die Weigerung von Gauleiter Franz Hofer, ihn hierfür heranzuziehen, entgegen.
Nach der Befreiung Österreichs im Jahr 1945 wurde Ebers gemeinsam mit seinen anderen 1938 abgesetzten Kollegen wieder auf seinen Lehrstuhl eingesetzt und übernahm in der Folge nicht nur die Vorlesungen zum Kirchenrecht, sondern auch jene über Staatslehre und Verfassungsrecht. Zeitlich parallel dazu wurde er im Juni 1946 zum Mitglied des Verfassungsgerichtshofs ernannt. 1947 und 1951 übernahm Godehard Josef Ebers nochmals das Amt des Dekans der Rechtswissenschaftlichen Fakultät der Universität Innsbruck, ehe er mit Ende des Jahres 1951 endgültig als emeritierter Universitätsprofessor in den Ruhestand trat. Bis zu seinem Tod im Jahr 1958 war er in der Folge noch als Honorarprofessor an der rechtswissenschaftlichen Fakultät tätig.

## Privatleben
Godehard Josef Ebers heiratete am 7. Januar 1911 Elisabeth Nowak, mit der er vier Kinder hatte.

## Schriften (Auswahl)
- Italien und das Garantiegesetz. Köln 1915.[6]
- Staat und Kirche im neuen Deutschland. München 1930.
- Autorität und Freiheit. Köln 1932.
- Grundriss des katholischen Kirchenrechts. Rechtsgeschichte und System. Wien 1950.